# Chantal Arens
Pour les articles homonymes, voir Arens.
Chantal Arens, née le 10 août 1953 à Laxou (Meurthe-et-Moselle), est une magistrate française, première présidente de la Cour de cassation de 2019 à 2022.

## Biographie

### Formation
Chantal Arens est titulaire d'un diplôme d'études approfondies en droit public (option droit communautaire) et du CAPA. Elle réussit le concours de l'École nationale de la magistrature (ENM) en 1977.

### Carrière
À sa sortie de l'ENM en 1979, Chantal Arens est nommée juge d'instance à Saint-Avold et Metz jusqu'en 1984. Entre 1984 et 1989, elle est vice-présidente des tribunaux de grande instance de Thionville, Chartres puis Versailles. Chantal Arens est ensuite détachée en qualité de chef du bureau du droit communautaire au ministère des Postes et des Télécommunications jusqu'en 1993. Seule exception à son parcours de magistrate du siège, elle prend la tête de la section de la délinquance astucieuse au sein du pôle financier du parquet de Paris en 1996, avant d'être nommée inspectrice des services judiciaires en 1999.  
Par la suite, Chantal Arens est successivement présidente des tribunaux de grande instance d'Évreux, de 2002 à 2007, puis de Nanterre, de 2008 à 2010. Elle est ensuite nommée présidente du tribunal de grande instance de Paris le 9 avril 2010, en remplacement de Jacques Degrandi, avant d'être finalement nommée première présidente de la cour d'appel de Paris le 30 juillet 2014,. Ces deux derniers postes correspondent aux deux plus importantes juridictions du pays,.  

## Première présidente de la Cour de cassation
En juin 2019, le Conseil supérieur de la magistrature la choisit pour succéder à Bertrand Louvel en tant que présidente de la Cour de cassation. Elle est la seconde femme à exercer cette fonction, après Simone Rozès. Le décret de nomination est signé le 22 juillet.
Lors de son mandat, le rapport Cour de cassation 2030 a été rendu. La Cour a développé les données ouvertes, les relations internationales, les relations avec les juridictions du fond et avec le grand public. Elle a proposé, avec François Molins, l’organisation des États généraux de la justice,. Elle prend position pour l’indépendance de la Justice, dans les affaires opposant Éric Dupond-Moretti, ministre de la Justice, et des magistrats,.
Elle occupe cette fonction jusqu’au 30 juin 2022, jour où elle prend sa retraite.

## Décorations
Le 3 décembre 1994, Chantal Arens est nommée au grade de chevalier dans l'ordre national du Mérite au titre de « magistrat ; 15 ans de services civils ». Faite chevalier de l'ordre le 20 mars 1995, elle est promue au grade d'officier dans l'ordre le 16 mai 2008 au titre de « présidente du tribunal de grande instance de Nanterre ». Faite officier de l'ordre le 24 octobre 2008, elle est promue au grade de commandeur dans l'ordre le 19 mai 2018 au titre de « première présidente de la cour d'appel de Paris ».
Le 19 avril 2000, elle est nommée au grade de chevalier dans l'ordre national de la Légion d'honneur au titre de « inspectrice des services judiciaires ; 22 ans de services civils ». Faite chevalier de l'ordre le 28 septembre 2000, elle est promue au grade d'officier dans l'ordre le 30 décembre 2011 au titre de « présidente du tribunal de grande instance de Paris ».

## Publications
- Collectif, Chantal Arens, Muriel Chagny et Jean-Louis Fourgoux, Le droit français de la concurrence, trente ans après : L'ordonnance du 1er décembre 1986 : rétrospectives et perspectives, Issy-les-Moulineaux, LGDJ, 2017, 317 p. (ISBN 978-2-275-05753-8)